# Солодилова, Ольга Станиславовна
Ольга Станиславовна Солодилова (род. 25 января 1958, Керчь, Крымская область) — украинский и российский муниципальный деятель. Глава муниципального образования городской округ Керчь — председатель Керченского городского совета с 2020 года.

## Биография
Левченко Ольга Станиславовна родилась 25 января 1958 года в поселке Опасное, ныне микрорайон города Керчь, Крымской области. С 10.1975 — 04.1976 — старшая пионервожатая средней школы № 10 города Керчи. С 09.1976 по 12.1978 — техник-гидрохимик Крымской гидрометобсерватории, г. Керчи. С 12.1978 по 04.1980 — кондитер столовой «Докер» контора «Торгмортранса». С 07.1980 по 04.1983 года сменный технолог хлебокомбината города Керчь. В 1982 году окончила Краснодарский политехнический институт по специальности «Технология хлебопекарного, макаронного и кондитерского производства». С 11.1983 по 01.1989 года контролер хлебокомбината. До 1991 года в командировке с семьёй в Монголии.
С 03.1993 по 06.1995 социальный работник, заместитель директора Центра социального обслуживания пенсионеров Керчи.  05.1996 по 01.1998 — директор Центра социального обслуживания, заместитель начальника управления социальной защиты населения городского совета Керчи.  С 08.1998 по 04.2006 — начальник управления труда и социальной защиты населения городского совета. В 2004 году окончила Одесский региональный институт государственного управления Национальной академии государственного управления при Президенте Украине по специальности «Государственное управление», квалификация — магистр государственного управления. Депутат горсовета созыва 2002—2006 годов. С 04.2006 по 11.2010 — заместитель городского головы городского совета Керчи О. В. Осадчего. С 11.2010 по 06.2012 — директор департамента по социальным вопросам городского совета Керчи.
С 12.2014 по 07.2017 — директор ГБУ РК «Комплексный центр социального обслуживания граждан пожилого возраста и инвалидов г. Керчи». Депутат горсовета созыва 2014—2019. Секретарь Керченского местного отделения партии «Единая Россия». Занимала должность председателя КРОО «Совет женщин Крыма». С 07.2017 по 09.2019 — заместитель председателя Керченского городского совета 1-го созыва. С 2019 по 02.2020 — директор ГБУ РК «Комплексный центр социального обслуживания г. Керчи».
С 2019 года и по настоящее время депутат горсовета от мажоритарного округа № 3. С 3 февраля 2020 после отставки М. В. Хужиной исполняющая обязанности, с 11 февраля и по настоящее время — Глава муниципального образования городской округ Керчь — председатель Керченского городского совета.

## Награды
- Почётная грамота Президиума Верховной Рады Автономной Республики Крым (14 сентября 2000)[5]
- Заслуженный работник социальной сферы Автономной Республики Крым (3 марта 2003)[6]
- Медаль «За защиту Республики Крым» (25 января 2023)[7].
- Орден «За верность долгу» (5 апреля 2024) — за безупречное исполнение служебных обязанностей и в связи с Днём Конституции Республики Крым[8]

## Примечание
1. 1 2 3 4  Солодилова Ольга Станиславовна. Портал Правительства Республики Крым (12 февраля 2020).
2. ↑  Юрий Щерба. Ольга СОЛОДИЛОВА: Самые главные заповеди в жизни // Керченский рабочий. — 2023. — 28 января. Архивировано 5 июня 2023 года.
3. ↑  Анастасия Жукова. Уволенной из-за скандала с блокадниками главе горсовета Керчи нашли временную замену. 62-летняя Ольга Солодилова - опытный депутат и госслужащий // Комсомольская правда. — 2020. — 3 февраля. Архивировано 7 февраля 2021 года.
4. ↑  Избран новый глава Керчи // РИА-Новости. — 2020. — 11 февраля. Архивировано 15 февраля 2020 года.
5. ↑  О награждении Почетной грамотой Президиума Верховной Рады Автономной Республики Крым Солодиловой О.С. : Решение; Органы власти АРК від 14.09.2000 № 1393-2/2000. Верховна Рада України. Законодавство АР Крим. Дата обращения: 24 февраля 2024.
6. ↑  О награждении коллективов и работников различных отраслей Автономной Республики Крым : Решение; Органы власти АРК від 03.03.2003 № 463-3/03. Верховна Рада України. Законодавство АР Крим. Дата обращения: 24 февраля 2024.
7. ↑  СПИСОК НАГРАЖДЕННЫХ МЕДАЛЬЮ "ЗА ЗАЩИТУ РЕСПУБЛИКИ КРЫМ". Портал правительства Республики Крым (2024).
8. ↑  Указ Главы Республики Крым от 5 апреля 2024 года № 73-У «О награждении государственными наградами Республики Крым». Республика Крым. Портал Правительства (5 апреля 2024). Дата обращения: 7 апреля 2024.